# Avnø
Avnø, tidigare stavat Agnø, är en halvö på Själland i Danmark.   Den ligger i Vordingborgs kommun i Region Själland, i den sydöstra delen av landet, 80 km sydväst om Köpenhamn. Avnø, som  sticker ut i Avnø Fjord, var tidigare en ö som blev landfast med halvön Svinø när Svinø Nor avvattnades.
Från 1931 utbildades först militärpiloter och efter andra världskriget piloter från flygvapnet  på Flyvestation Avnø. År 1993 flyttade utbildningen till Flyvestation Karup och omgivningarna runt fjorden blev naturreservat år 2001.

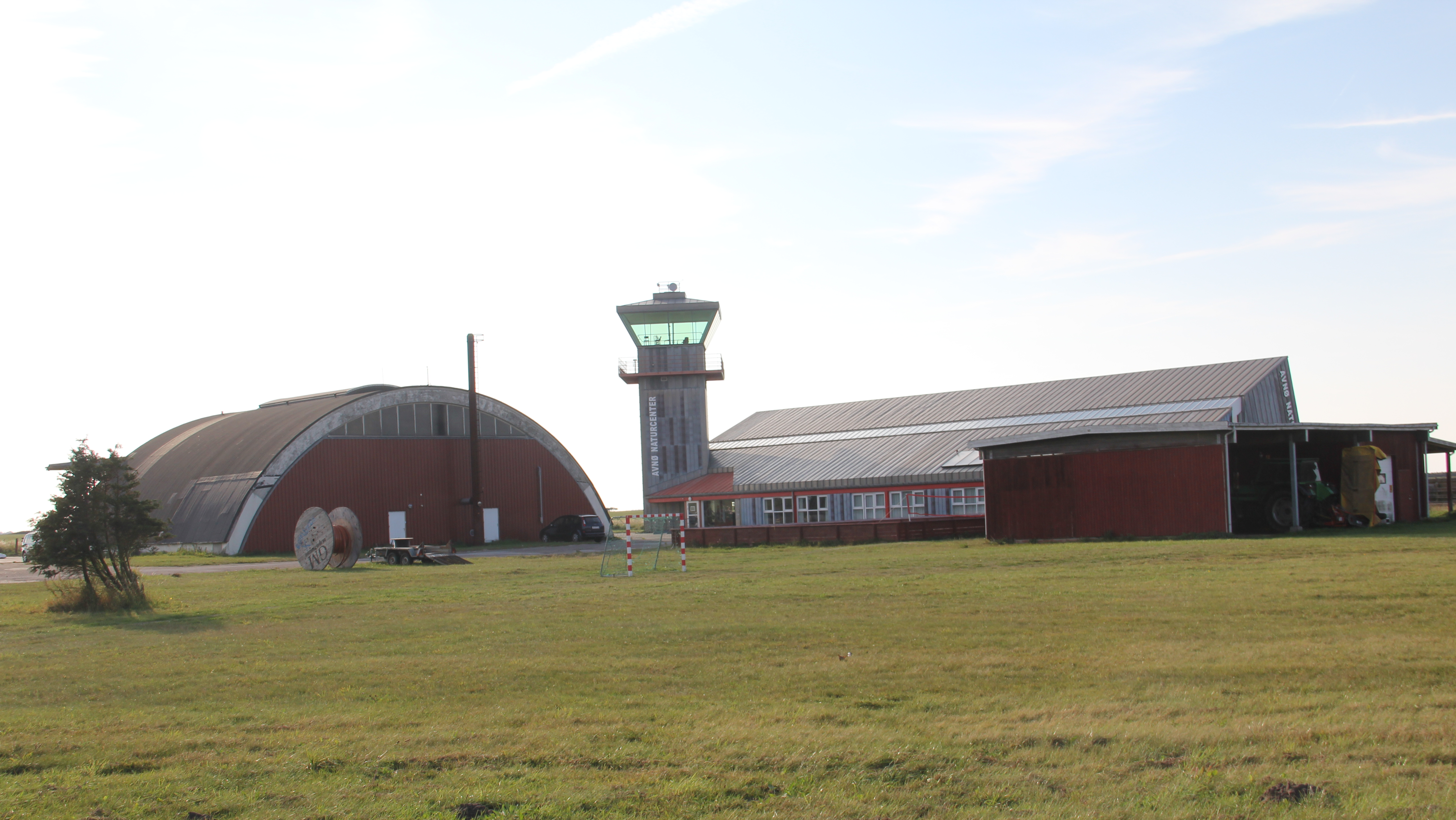
Avnø naturcenter.

De gamla byggnaderna har omvandlats till ett naturcenter med kontrolltornet som fågeltorn och utställningar i avgångshallen. Halvön ingår i  Natura 2000-området Havet og kysten mellem Karrebæk Fjord og Knudshoved Odde och är både fågelskyddsområde och  Ramsar-område.